# 티모시 샬라메
티모테 핼 샬라메(영어·프랑스어: Timothée Hal Chalamet, 1995년 12월 27일~)는 미국의 배우이다. 프랑스계 미국인으로 이름을 프랑스어로 발음하면 티모테 샬라메(프랑스어 발음: [timɔte ʃalamɛ])가 되며 이름을 영어로 발음하면 티머시 섈러메이(영어 발음: /ˈtɪməθi ˈʃæləmeɪ/)가 된다. TV 드라마 시리즈 《홈랜드》에 출연하기 전에 단편 영화로 연기 경력을 시작했으며 제이슨 라이트먼 감독의 드라마 영화 《멘, 우먼 & 칠드런》(2014)으로 장편 영화에 데뷔했고 크리스토퍼 놀란 감독의 공상 과학 영화 《인터스텔라》(2014)에 출연했다. 대한민국에서는 티모시 샬라메로도 알려져 있다.
2017년 그는 조연 역할로 출연한 그레타 거윅 감독의 데뷔작 《레이디 버드》와 스콧 쿠퍼 감독의 영화 《몬태나》 그리고 주연 역할로 출연한 루카 구아다니노 감독의 로맨스 영화 《콜 미 바이 유어 네임》으로 점차 세계적인 명성을 얻게 되었다. 이 작품으로 그의 연기는 비평가들의 찬사를 받아 골든 글로브상과 미국 배우 조합상(SAG), 영국 아카데미 영화상(BAFTA) 및 미국 아카데미상 최우수 남우주연상에 후보 지명되었다. 그는 미국 아카데미상에서 1939년 이후 세 번째 최연소 나이의 후보로 기록 되었다. 무대에서 샬라메는 존 페트릭 쉔리의 자서전 연극 《프로디갈 손》에서 주연을 맡아 드라마 리그 어워드 저명한 연기상에 후보 지명된 바 있으며, 루실 로텔 어워드 연극부문 최우수 남우주연상을 수상했다.

## 성장 과정 및 교육
샬라메는 1995년 12월 27일 미국 뉴욕주 맨해튼 헬스키친에서, 부동산 중개인이자 전 브로드웨이 댄서 겸 배우인 어머니 니콜 플렌더와 유니세프에서 프랑스어 출판을 감독하는 아버지 마크 샬라메 사이에서 태어났다. 그의 어머니는 미국인이고 그의 아버지는 프랑스인으로, 아버지는 님에서 태어나 릴에서 자랐다. 그의 아버지는 개신교 출신이며, 샬라메의 어머니는 유대인으로 오스트리아계 유대인과 러시아계 유대인이다. 샬라메의 누나 폴린은 여배우이자 발레 무용수로 파리에서 살고 있다. 샬라메의 외삼촌은 영화 제작자인 로드먼 플렌더, 이모는 TV 프로듀서이자 작가 에이미 립먼, 그의 외할아버지는 시나리오 작가 헤럴드 플렌더, 그의 외할머니 이너드 플렌더(옛 성씨는 로드먼)는 전 브로드웨이 댄서이다.

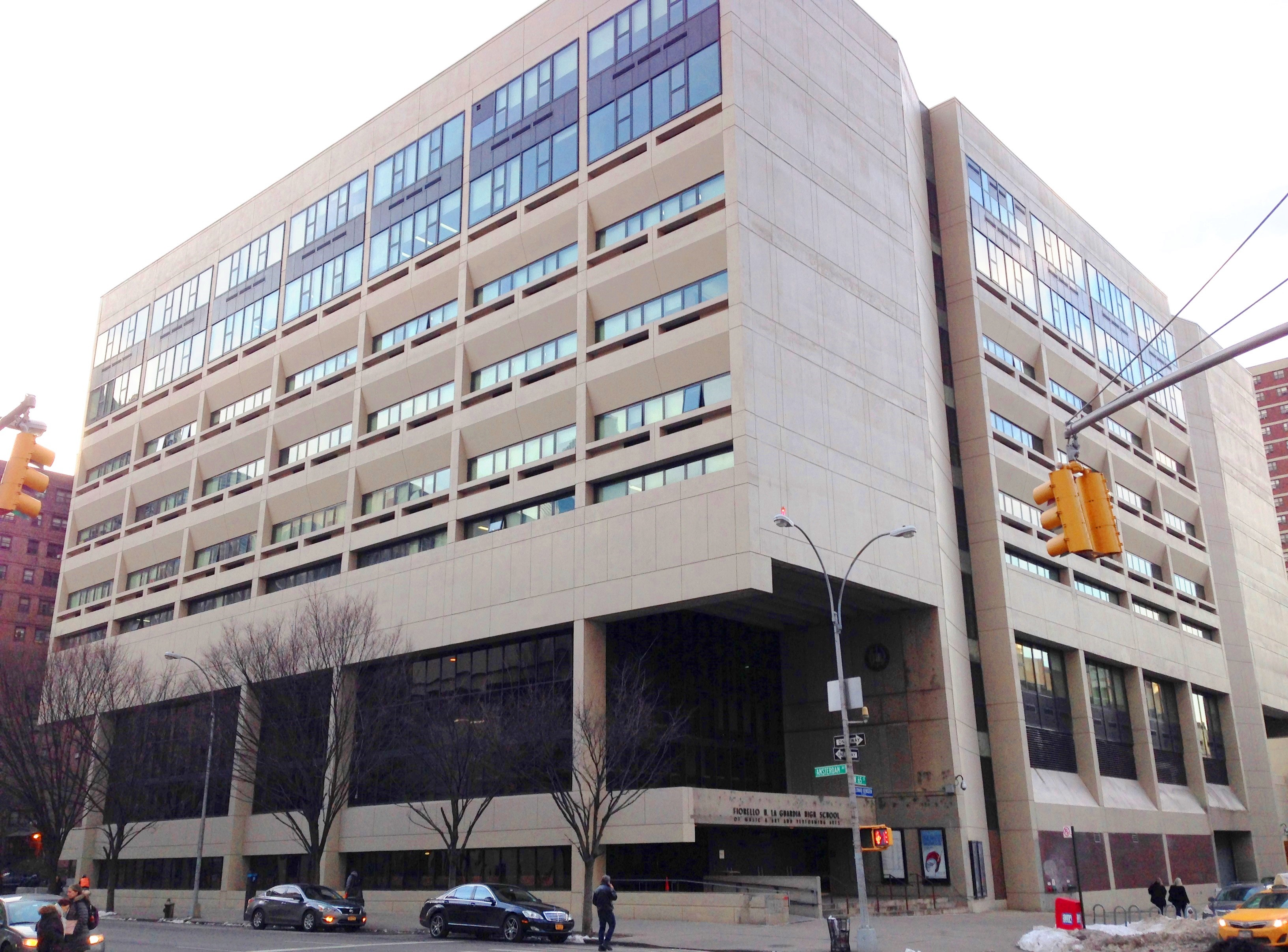
뉴욕 시에 위치한 피오렐로 라과디아 고등학교

성장하면서 그는 헬스키친과 르샹봉 쉬르리뇽을 오가며 자신의 시간을 보냈고, 르샹봉 쉬르리뇽은 그의 가족이 거주한 리옹에서 약 2시간 떨어진 작은 프랑스 마을이다. 어린 시절 그는 여름을 보낸 이 작은 마을의 라이프 스타일에 크게 감사하면서 프랑스에서의 그의 시간은 문화적 정체성 문제를 야기했다. "나는 내 자신의 불어 버전이 되었고, 나는 완전히 문화에 흠뻑 빠져 있었고 심지어 불어로 꿈꿔왔다."라고 그는 추억한다. 샬라메의 어린 시절 꿈은 축구를 하는 것이였다. "나는 프랑스의 축구 캠프에서 코치였는데, 13세쯤 된 6세에서 10세 아이들을 가르쳤다." 그는 초등학교에서 PS 87을, 나중에는 Booker T에서 델타 프로그램에 참가했다. 워싱턴 중학교에서는 학교의 학문적으로 엄격한 환경에서 창조적인 콘센트가 없기 때문에 그는 "비참한 3년"으로 회상하고 있다.
그는 피오렐로 라과디아 고등학교(Fiorello H. LaGuardia High School of Music & Art and Performing Arts)에 다니는 동안 그가 연기를 인식하게 된 전환점이 되었다. 그는 "고교에 다다랐을 때 나는 피오렐로 라과디아라는 공연예술학교에 갔었는데 훌륭한 선생님이 있었고 정말 사랑에 빠졌다. 나는 그것이 공예품으로 취급 될 수 있고 또한 취급 되어야 한다는 것을 알았다." 그는 2013년에 졸업하였고, 그들의 작품 《카바레》에서 진행자와 《스위트 채리티》에서 오스카 린퀴스트 역할로 출연했다. 그는 또한 미국 자선 기관인 영아트(YoungArts) 졸업생이다.
'홈랜드'의 공동 출연자이자 아이비 리그 출신인 동료 배우 클레어 데인스의 조언을 받은, 샬라메는 고등학교를 졸업한 후 노스웨스턴 대학교, 서던 캘리포니아 대학교, 뉴욕 대학교, 아이비리그 대학 중 하나인 컬럼비아 대학교에 모두 합격하고 컬럼비아 대학교에 입학하여 문화인류학을 전공했다. 1년간의 공부 끝에 뉴욕 대학교 갤러틴 개별연구대학(NYU Gallatin School of Individualized Study)으로 옮겨 더 자유롭게 연기 경력을 쌓았다.

## 경력

### 2008~2016: 초기 경력
어린 시절, 샬라메는 여러 상업 광고에 출연했고, 그는 장기간에 걸친 경찰물 시리즈《로앤오더》(2009)의 에피소드에서 범죄 피해자로 텔레비전 데뷔를 하기 전에 두 편의 공포 영화에 출연했다. 그는 다음 작품으로 텔레비전 영화 《러빙 레아》(2009)에서 조연 역할로 출연했다. 2011년에 그는 오프 브로드 웨이 연극 《더 톨스》에서 1970년대에 제작 된 청소년 코미디물로 무대에 데뷔하여 성적인 호기심을 가진 12세의 니콜라스를 연기했다. 2012년에 그는 드라마 시리즈 《로열 페인즈》와 스파이 스릴러 시리즈 《홈랜드》에서 그는 부통령에 반항하는 아들 핀 월든 역할으로 호평을 받았다. 공연한 배우들과 함께, 샬라메는 미국 배우 조합상(SAG) 드라마 시리즈 부문 최우수 연기 앙상블상 후보에 지명되었다.

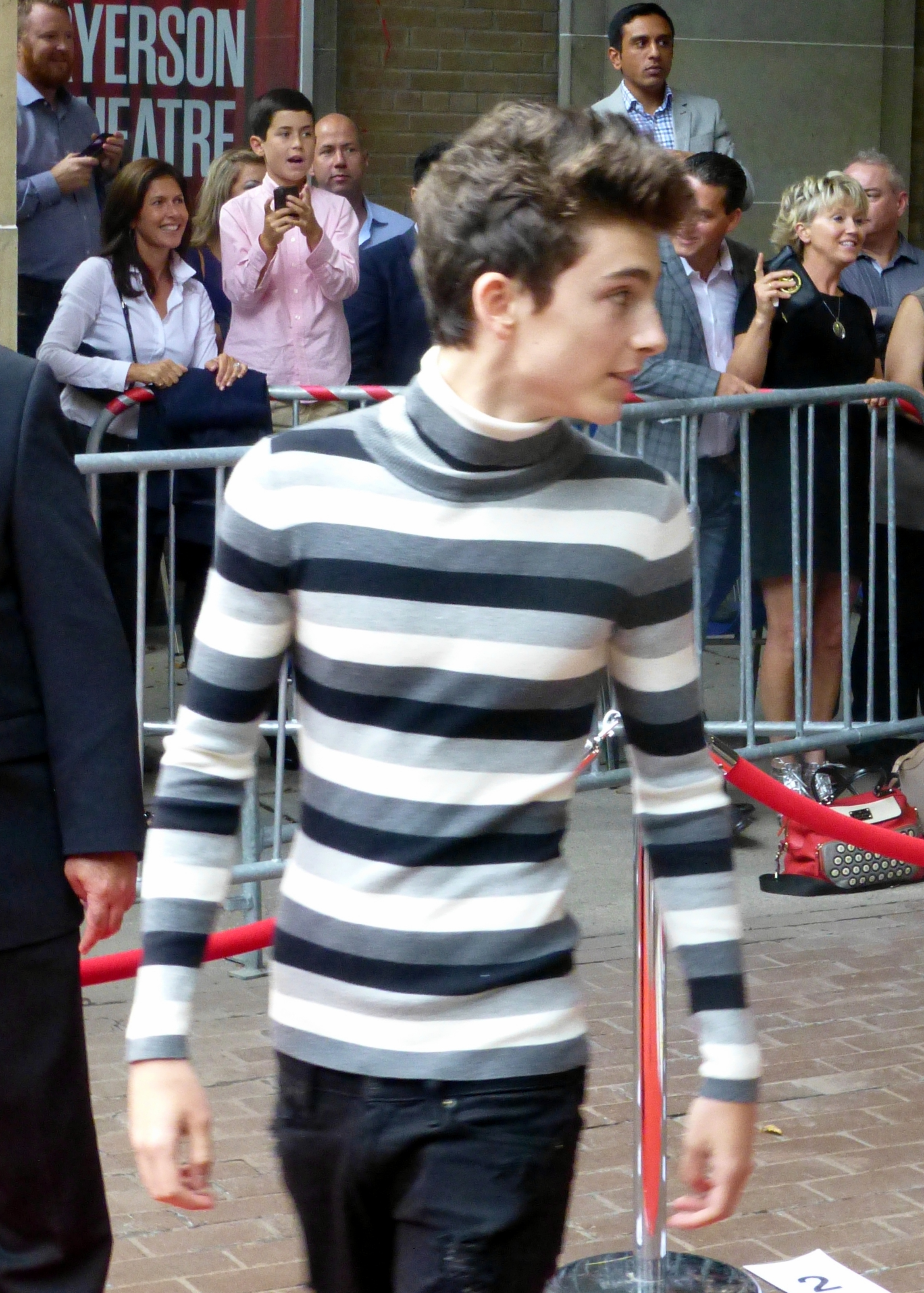
2014년 토론토 국제 영화제에서의 샬라메

2014년 그는 제이슨 라이트먼 감독의 영화 《멘, 우먼 & 칠드런》로 그의 장편 영화 데뷔를 하였다. 그 해 말에 그는 크리스토퍼 놀란 감독의 영화 《인터스텔라》에서 매슈 매코너헤이가 분한 조셉 쿠퍼의 아들인 톰 쿠퍼의 어린 시절을 연기했다. 이 영화는 배우들의 공연에 대한 비평가와 함께 전 세계적으로 6억 7천 5백만 달러 이상의 수익을 올리며 긍정적인 평가를 받았다.
또한 2014년에 샬라메는 제한된 극장판으로 긍정적인 리뷰를 얻은 코미디 영화 《워스트 프렌즈》에서 공동 주연의 어린 샘 역할을 연기했다. 2015년 샬라메는 판타지 스릴러 영화 《원 앤 투》에서 잭 역할을 연기하며 공동으로 주연을 맡았다. 이 영화는 제한된 극장판으로 공개 이전에 베를린 국제 영화제에서 초연 되었다. 그의 다음 역할은 파멜라 로만노프스키 감독의 《애더럴 다이어리》로 제임스 프랭코가 분한 스티븐 엘리엇의 청소년 시절을 연기했다. 그의 2015년 마지막 역할으로, 샬라메는 크리스마스 코미디 영화 《러브 더 쿠퍼스》에서 다이앤 키튼과 존 굿맨의 침울한 손자인 찰리 쿠퍼를 연기했으며, 이 영화는 부정적인 리뷰를 받았다.
2016년 2월, 그는 맨해튼 극장 클럽에서 공연 된 자서전 연극 《프로디갈 손》에서 짐 퀸 역할로 출연했다. 극작가이자 감독인 존 페트릭 쉔리와 프로듀서 스콧 루딘에 의해 직접 선발 된 샬라메는 1963년에 설립 된 권위 있는 뉴햄프셔 예비 학교에서 적응하지 못한 브롱크스 키즈인 어린 쉔리를 연기하였다. 그는 자신의 공연에 대한 극찬을 받았으며 드라마 리그 어워드 저명한 연기상에 후보에 올랐고, 루실 로텔 어워드 최우수 남우주연상을 수상했다.
샬라메는 독립 영화 《미스 스티븐스》(2016)에서 릴리 레이브와 함께 문제아 학생 빌리 미트먼 역할을 연기했다. 〈뉴욕 타임스〉의 스티븐 홀덴은 그를 제임스 딘과 비교했다.

### 2017~: 주목 받은 영화들

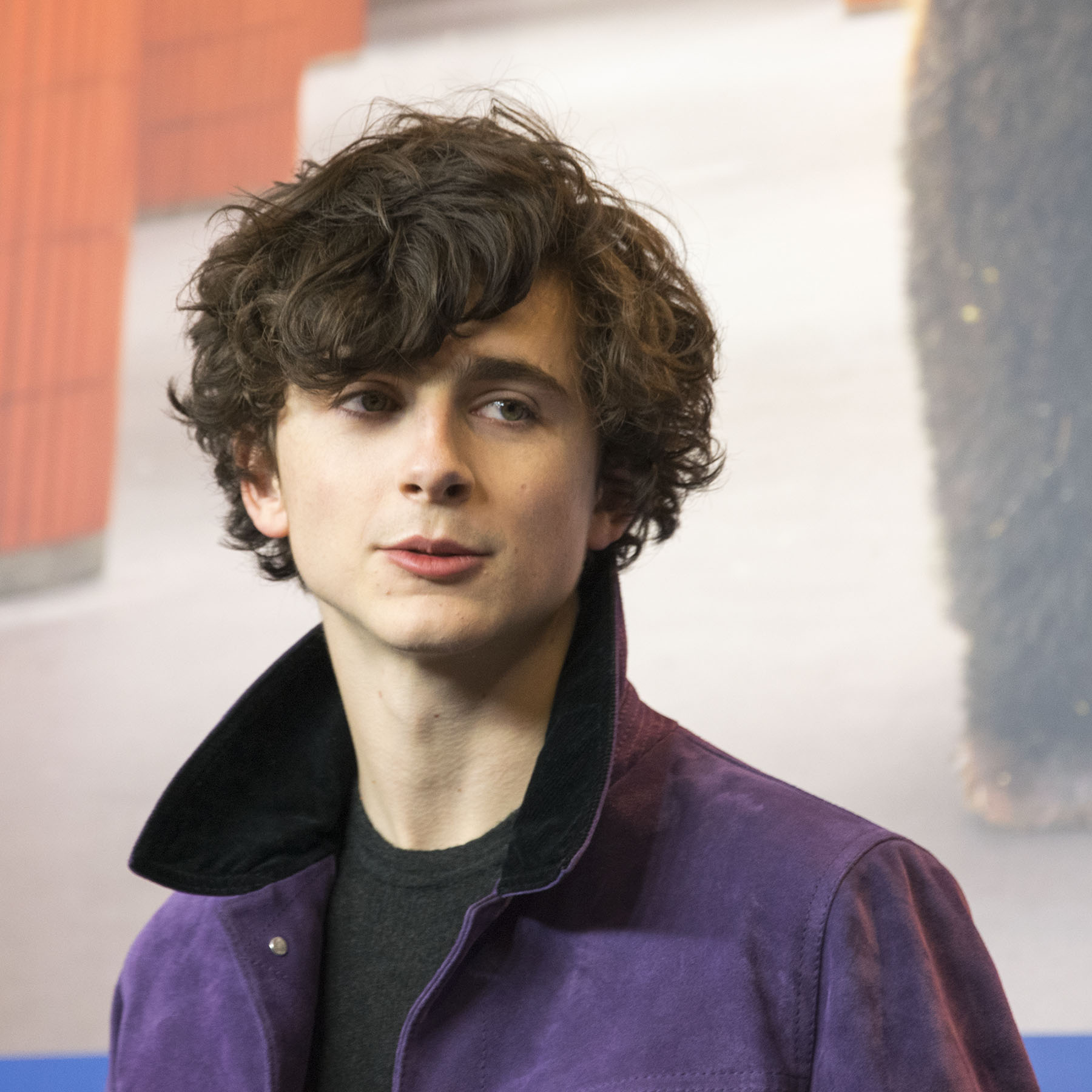
2017년 베를린 국제 영화제에서 샬라메

3년 동안 프로젝트에 애착을 갖게 된, 샬라메는 안드레 아시만의 동명의 소설을 기반으로 한 루카 구아다니노 감독의 영화 《콜 미 바이 유어 네임》에 출연했다. 이야기는 1980년대 이탈리아에 살면서 자신의 가족과 함께 머물렀던 대학생 올리버(아미 해머)와 사랑에 빠지는 엘리오라는 젊은이를 중심으로 전개 된다. 역할을 준비할 때, 샬라메는 이탈리아어를 말하고, 기타와 피아노 연주를 연습했다. 영화는 선댄스 영화제에서 초연 되었고, 샬라메의 연기는 찬사를 받았다. 〈엠파이어〉의 올리 리처즈는 샬라메에 대해 "여전히 자신의 감정에 겁 먹지 않고 아직 형성중인 사람으로서 엘리오를 연기한다" 그리고 "샬라메는 나머지 사람들이 행동하는 것처럼 보이게 한다. 그는 홀로 영화를 볼 가치가 있게 만들 것."이라고 덧붙였다. 〈뉴욕 타임스〉는 올해 최고의 10명의 주연 배우 목록에 샬라메의 연기를 포함 시켰다. 《콜 미 바이 유어 네임》에서 그의 연기로, 샬라메는 고담상 신인 배우상을 수상하였고, 골든 글로브상 영화 드라마 부문 남우주연상에 대한 후보 지명을 받았으며, 미국 배우 조합상(SAG) 영화 부문 최우수 남우주연상, 영국 아카데미 영화상(BAFTA) 최우수 남우주연상과 미국 아카데미상 최우수 남우주연상을 포함한 수많은 시상식에서 후보 지명되었고 또한 수상을 하였다. 그는 1939년 《베이비 인 암스》의 미키 루니 이후 아카데미 최우수 남우주연상 후보로 지명 된 가장 어린 사람으로, 역사상 세 번째로 젊은 후보이다.
2017년 두 번째 영화에서 샬라메는 1991년에 시작된 영화 《핫 썸머 나이츠》에서 겉으로는 조용하고 소심한 청소년 다니엘 미들턴 역할을 연기했다. 샬라메는 자신의 연기에 대한 긍정적인 평가를 받았으며, 사우스웨스트 영화제에서 초연 되었다. 이 영화는 2018년 7월 개봉되었다. 그해 말에, 그는 호평을 받은 그레타 거윅 감독의 데뷔작 《레이디 버드》에서 시얼샤 로넌이 분한 크리스틴 "레이드 버드" 맥퍼슨에 대한 사랑에 관심이 보이는 리치 힙스터 밴드에 속한 카일 샤이블레 역할을 연기했다. 비평가들은 앙상블 캐스트에 대해 열광했으며, 〈더 보스턴 글로브〉의 타이 버르는 샬라메의 "재미있는" 연주에 특히 주목했다. 샬라메는 캐스트와 함께 미국 배우 조합상(SAG) 영화 부문 최우수 연기 캐스팅상의 후보 지명을 받았다. 12월에는 2017년 샬라메의 마지막 작품인 스콧 쿠퍼 감독의 영화 《몬태나》가 공개되었고, 필립 드잘딘 훈련병 역할을 연기했으며 크리스찬 베일과 공연하였다.
2018년, 샬라메는 영화 예술 과학 아카데미에 초대되었다. 이후 그는 스티브 카렐이 연기한 동명의 이름인 데이비드 셰프의 회고록을 기반으로 한 펠릭스 판흐루닝언 감독의 전기 영화 《뷰티풀 보이》에서 암페타민에 중독 된 소년 닉 셰프를 연기했다. 샬라메는 향후 진행될 네 편의 프로젝트가 있다. 그는 우디 앨런 감독의 영화 《어 레이니 데이 인 뉴욕》에서 셀레나 고메즈와 공동 출연했다. 영화가 공개되기 전에 샬라메는 앨런과 함께 일하는 것에 대해 다시 생각한 후에 이 영화에 대한 그의 출연료 전액을 성폭력 고발 캠페인 타임즈 업, 뉴욕 성소수자 센터인 뉴욕 LGBT 센터와 성폭력 반대 단체 RAINN에 기부할 것이라고 밝혔다. 샬라메는 또한 2019년에 넷플릭스에 초연 될 데이비드 미코드 감독의 영화 《더 킹: 헨리 5세》에서 헨리 5세를 연기하기로 출연을 확정했다. 그는 또한 루이자 메이 올컷이 1868년에 발표한 동명 소설을 각색한 그레타 거윅 감독의 시대극 영화 《작은 아씨들》에서 떼오도르 "로리" 로렌스 역할을 연기하기로 확정하였고, 이 작품에서 시얼샤 로넌, 엠마 왓슨, 메릴 스트립 등의 앙상블 캐스트들과 공연했다.
프랭크 허버트의 동명의 공상 과학 소설을 각색한 드니 빌뇌브 감독의 《듄》에서 폴 아트레이디스 역할을 연기했다. 웨스 앤더슨 감독의 《프렌치 디스패치》에서 제피렐리 역할을 연기했다.

## 개인 생활
샬라메는 뉴욕에서 살고 있다. 그는 불어에 능통하다. 그는 어린 시절 여름을 르샹봉 쉬르리뇽과 세인트-아그레브에서 가족의 아버지 본가를 방문하며 프랑스에서 보냈다. 그는 AS 생테티엔의 열렬한 팬이다. 그는 고등학교 때 만난 마돈나의 딸 루데스 레온과 거의 1년간 데이트했다.

## 출연 작품

### 영화
| Films that have not yet been released | 아직 개봉하지 않은 영화를 나타낸다. |

| 년도 | 제목                                        | 역할                   | 감독                       | 참고      |
| ---- | ------------------------------------------- | ---------------------- | -------------------------- | --------- |
| 2008 | 스윗 투스 Sweet Tooth                       | 사무엘                 | 로리 킨더슬리, 제이슨 노토 | 단편 영화 |
| 2008 | 클라운 Clown                                | 광대 소년              | 테이트 스테인시크          | 단편 영화 |
| 2014 | 멘, 우먼 & 칠드런 Men, Women & Children     | 대니 밴스              | 제이슨 라이트먼            |           |
| 2014 | 스피너스 Spinners                           | 제이스                 | 에릭 L. 반스               | 단편 영화 |
| 2014 | 인터스텔라 Interstellar                     | 어린 톰 쿠퍼           | 크리스토퍼 놀런            |           |
| 2014 | 워스트 프렌즈 Worst Friends                 | 어린 샘                | 랄프 아렌드                |           |
| 2015 | 원 앤 투 One and Two                        | 잭                     | 앤드류 드로즈 팔레르모     |           |
| 2015 | 애더럴 다이어리 The Adderall Diaries        | 청소년 스티븐 앨리얼   | 파멜라 로만노프스키        |           |
| 2015 | 러브 더 쿠퍼스 Love the Coopers             | 찰리 쿠퍼              | 제시 넬슨                  |           |
| 2016 | 미스 스티븐스 Miss Stevens                  | 빌리 미트먼            | 줄리아 하트                |           |
| 2017 | 콜 미 바이 유어 네임 Call Me by Your Name   | 엘리오 펄만            | 루카 구아다니노            |           |
| 2017 | 핫 썸머 나이츠 Hot Summer Nights            | 다니엘 미들턴          | 엘리야 바이넘              |           |
| 2017 | 레이디 버드 Lady Bird                       | 카일 샤이블레          | 그레타 거윅                |           |
| 2017 | 몬태나 Hostiles                             | 필립 드잘딘 훈련병     | 스콧 쿠퍼                  |           |
| 2018 | 뷰티풀 보이 Beautiful Boy                   | 닉 셰프                | 펠릭스 판흐루닝언          |           |
| 2019 | 레이니 데이 인 뉴욕 A Rainy Day in New York | 개츠비 웰스            | 우디 앨런                  |           |
| 2019 | 더 킹: 헨리 5세 The King                    | 헨리 5세               | 데이비드 미쇼              |           |
| 2019 | 작은 아씨들 Little Women                    | 떼오도르 "로리" 로렌스 | 그레타 거윅                |           |
| 2021 | 프렌치 디스패치 The French Dispatch         | 제피렐리               | 웨스 앤더슨                |           |
| 2021 | 듄 Dune                                     | 폴 아트레이디스        | 드니 빌뇌브                |           |
| 2021 | 돈 룩 업 Don't Look Up                      | 율                     | 애덤 매케이                |           |
| 2022 | 본즈 & 올 Bones & All                       | 리                     | 루카 구아다니노            |           |
| 2022 | 엔터갤럭틱 Entergalactic                    | 지미                   | 플레처 물스                |           |
| 2023 | 웡카 Wonka                                  | 윌리 웡카              | 폴 킹                      |           |
| 2024 | 듄: 파트 2 Dune: Part Two                   | 폴 아트레이디스        | 드니 빌뇌브                |           |
| 2024 | 컴플리트 언노운 A Complete Unknown          | 밥 딜런                | 제임스 맨골드              |           |
| 2025 | 마티 슈프림 Marty Supreme                   | 마티 라이스먼          | 조시 사프디                |           |

### 텔레비전
| 년도 | 제목                     | 역할             | 참고               |
| ---- | ------------------------ | ---------------- | ------------------ |
| 2009 | 로앤오더 Law & Order     | 에릭 폴리        | 에피소드: "Pledge" |
| 2009 | 러빙 레아 Loving Leah    | 어린 제이크 레버 | 텔레비전 영화      |
| 2012 | 로열 페인즈 Royal Pains  | 루크             | 4 에피소드         |
| 2012 | 홈랜드 Homeland          | 핀 월든          | 8 에피소드         |
| 2013 | 트루퍼 Trooper           | 리 플랙스턴      | 텔레비전 영화      |
| 2022 | 엔터갤럭틱 Entergalactic | 지미             | 애니메이션 더빙    |

### 무대
| 년도 | 제목                     | 역할            | 극장             | 참고 |
| ---- | ------------------------ | --------------- | ---------------- | ---- |
| 2011 | 더 톨스 The Talls        | 니콜라스 클라크 | 매긴/카잘 극장   |      |
| 2016 | 프로디갈 손 Prodigal Son | 짐 퀸           | 맨해튼 극장 클럽 |      |

## 수상 및 후보 목록
샬라메는 영화 《콜 미 바이 유어 네임》에서 그의 연기로 미국 아카데미상 최우수 남우주연상 후보로 지명되었다. 그는 또한 영국 아카데미 영화상(BAFTA), 골든 글로브상, 미국 배우 조합상(SAG)과 크리틱스 초이스상 최우수 남우주연상 후보에 지명되었다. 그의 또 다른 영화 《레이디 버드》로 샬라메는 크리틱스 초이스상 최우수 연기 앙상블상과 미국 배우 조합상(SAG) 영화부문 최우수 연기 캐스팅상 후보에 지명되었다.